# 伯尼 (加来海峡省)
伯尼（法語：Beugny，法語發音：[bœɲi]）是法国上法蘭西大區加来海峡省的一个市镇，属于阿拉斯区。

## 地理
伯尼（50°7'12"N, 2°56'3"E）面积5.83 平方千米，位于法国上法蘭西大區加来海峡省，该省份为法国北部沿海省份，西北濒北海，南至索姆省，东临北部省。
与伯尼接壤的市镇（或旧市镇、城区）包括：莫尔希、勒比基耶尔、沃-弗罗库尔、博梅莱康布雷、弗雷米库尔、阿普兰库尔。

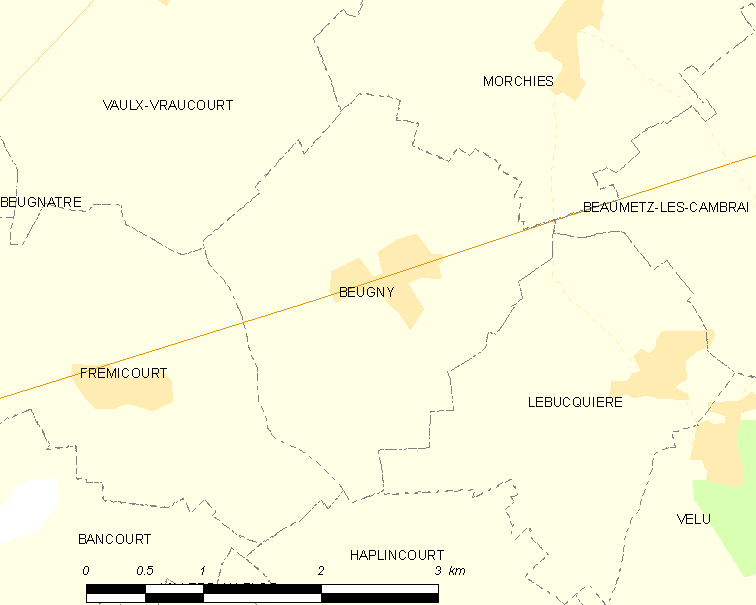
的OSM定位图

伯尼的时区为UTC+01:00、UTC+02:00（夏令时）。

## 行政
伯尼的邮政编码为62124，INSEE市镇编码为62122。

## 政治
伯尼所属的省级选区为巴波姆县。

## 人口

1962-2008年间人口变化图示

伯尼于2022年1月1日时的人口数量为353人。